# B' Katīgoria 1964-1965
La B' Katīgoria 1964-1965 fu la 10ª edizione della B' Katīgoria; vide la vittoria finale dell'Orpheas Nicosia.

## Stagione

### Novità
Dopo la sospensione della precedente stagione il campionato ricominciò. Il numero di partecipanti scese da dieci ad otto: dalla A' Katīgoria era retrocesso l'Orpheas Nicosia, mentre Kaϊtzák Nicosia, PAEEK Kerynias e Keravnos Strovolos non si iscrissero, mentre dalla fusione tra Antaeus Limassol e Panellinios Limassol era nato l'EPAL.

### Formula
Le otto squadre partecipanti erano divisi in due gruppi, su base geografica. In ogni girone le squadre si incontravano in turni di andata e ritorno; erano assegnati due punti per la vittoria, uno per il pareggio e zero per la sconfitta. I due vincitori dei gironi effettuavano un turno di spareggio con gare di andata e ritorno per stabilire il vincitore; il titolo era platonico in quanto non erano previste promozioni.

## Girone 1
Squadre rappresentanti città appartenenti ai distretti di Nicosia, Famagosta e Laranca.

### Squadre partecipanti
| Club               | Città     | Stadio             |
| ------------------ | --------- | ------------------ |
| AEK Famagosta      | Famagosta | Stadio GSE         |
| Anagennīsī Larnaca | Larnaca   | Vecchio Stadio GSZ |
| Orpheas Nicosia    | Nicosia   | Vecchio Stadio GSP |

### Classifica
|  | Pos. | Squadra            | Pt | G | V | N | P | GF | GS | DR  |
|  | ---- | ------------------ | -- | - | - | - | - | -- | -- | --- |
|  | 1.   | Orpheas Nicosia    | 8  | 4 | 4 | 0 | 0 | 18 | 1  | +17 |
|  | 2.   | AEK Famagosta      | 4  | 4 | 2 | 0 | 2 | 10 | 12 | -2  |
|  | 3.   | Anagennīsī Larnaca | 0  | 4 | 0 | 0 | 4 | 3  | 18 | -15 |

### Risultati

#### Tabellone
|                     | AEK | ANG | ORF |
| AEK Famagosta       |     | 5-2 | 1-4 |
| Anagennisi Larnacas | 1-4 |     | 0-7 |
| Orfeas Nicosia      | 5-0 | 2-0 |     |

## Girone 2
Squadre rappresentanti città appartenenti ai distretti di Pafo e Limassol. Non è nota la classifica finale né le partite disputate, ma solo le squadre partecipanti e la vincitrice.

### Squadre partecipanti
| Club                      | Città    | Stadio     |
| ------------------------- | -------- | ---------- |
| Amathus Limassol          | Limassol | Stadio GSO |
| APOP Paphou               | Pafo     | Stadio GSK |
| EPAL                      | Limassol | Stadio GSO |
| Ethnikos Asteras Limassol | Limassol | Stadio GSO |
| Evagoras Paphou           | Pafo     | Stadio GSK |

Vincitore: Evagoras Paphou

## Spareggio play-off
| Squadra 1       | Totale | Squadra 2       | Andata | Ritorno |
| --------------- | ------ | --------------- | ------ | ------- |
| Orpheas Nicosia | 6 - 2  | Evagoras Paphou | 5 - 0  | 1 - 2   |